# Rei Hiroe
Rei Hiroe, né le 5 décembre 1972, est un mangaka. Il est principalement connu en France pour son œuvre Black Lagoon, manga qui remporta un certain succès lors de sa sortie au Japon en 2001. Il est passionné notamment par l'armée et les jeux de stratégie.

### Manga
- 1994 : La légende du ravin de jade
- 1998 : Shook Up!
- 2000 : Phantom Bullet
- 2002- : Black Lagoon
- 2017-2019 : Re:Creators (Scénariste de l'adaptation en manga et second scénariste de l'anime)
- 2019- : 341 Sentōdan

### Art books
- 2007 : Barrage[1]
- 2009 : Reighborhood[2]
- 2014 : Call Mission[3]

### Lights Novels
- 2008 : Black Lagoon: Shaitane Badi (Illustrateur)
- 2011 : Black Lagoon 2: Ballad of the Sinful Wizard (Illustrateur)